# محوطه تازه‌آباد ۱
محوطه تازه آباد ۱ مربوط به دوره نوسنگی است و در شهرستان گیلانغرب، بخش مرکزی، دهستان چله، ۷۰۰ متری شمال روستای تازه آباد واقع شده و این اثر در تاریخ ۲۶ اسفند ۱۳۸۷ با شمارهٔ ثبت ۲۵۶۵۵ به‌عنوان یکی از آثار ملی ایران به ثبت رسیده است.